# Clynotis barresi
Clynotis barresi là một loài nhện trong họ Salticidae.
Loài này thuộc chi Clynotis. Clynotis barresi được Henry Roughton Hogg miêu tả năm 1909.